# Howard University

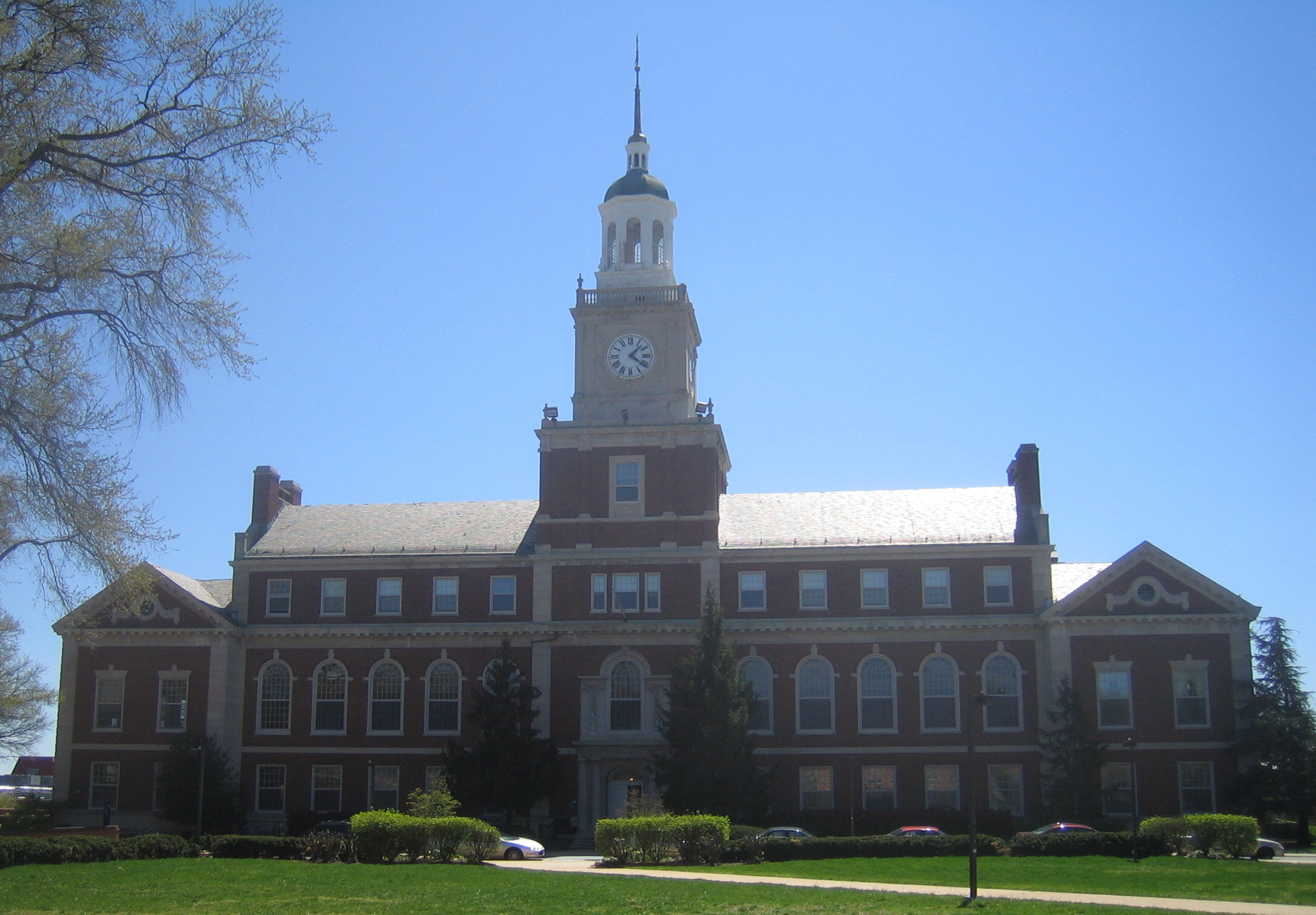
Founders Library, 2006

Die Howard University ist eine historisch afroamerikanische, private Universität in Washington, D.C. in den USA.

## Geschichte
Ursprünglich als eine theologische Schule im Jahr 1866 konzipiert, wurde die Universitäts-Charta vom Kongress verabschiedet und anschließend von Präsident Andrew Johnson am 2. März 1867 genehmigt. Sie wurde in der Charta bezeichnet als Universität für die Erziehung der Jugend in den Geistes- und Naturwissenschaften und ist damit die einzige aus der Gruppe der Historic Black Colleges and Universities, die die Auszeichnung als university erhalten hat. Benannt nach Oliver Otis Howard, einem Bürgerkriegsgeneral, der Kommissar des Freedmen’s Bureau („Freigelassenen-Agentur“) und erster Präsident der Hochschule wurde, war das Institut seit seiner Gründung verpflichtet, seine Diplom- und Berufsausbildung in scharfem Gegensatz zu den meisten anderen schwarzen postsekundären Institutionen der damaligen Zeit durchzuführen, die konfessionell orientiert waren und an der Rassentrennung festhielten. Im Jahr 1879 verabschiedete der Kongress ein besonderes Gesetz für den Unterhalt der Universität, die sich jedoch weitgehend durch Spenden finanzierte. Die Charta wurde 1928 geändert, um einen jährlichen Zuschuss an Bundesmitteln für den Bau, die Entwicklung, Verbesserung und den Unterhalt der Universität zu autorisieren.
Im Jahr 1872 absolvierte die erste schwarze Frau, Rechtsanwältin Charlotte E. Ray, die juristische Fakultät. Sie war auch die erste Frau, die als Rechtsanwältin vor dem Obersten Gericht des District of Columbia praktizierte.
Zu den akademischen Abteilungen (Academic Divisions) gehören die Hochschulen oder Schulen der Künste und Wissenschaften, Business, Kommunikation, Zahnmedizin, Theologie, Bildung, Technik, Architektur und Informatik, Recht, Medizin, Pharmazie, Krankenpflege und Allied Health Sciences und Sozialarbeit. Es gibt auch eine Graduiertenschule.
An der Universität bestehen folgende Studentenverbindungen: Alpha Kappa Alpha Sorority (1908), Omega Psi Phi Fraternity (1911), Delta Sigma Theta Sorority (1913), Phi Beta Sigma Fraternity (1914) und Zeta Phi Beta Sorority (1920).
Im Herbst 2009 waren 10.733 Studierende eingeschrieben.
Das zu der Hochschule gehörende Moorland-Spingarn Research Center ist einer der größten Dokumentationszentren für afroamerikanische Geschichte und Kultur und wurde 1930 eingerichtet.
Das Sportteam sind die Bisons. Die Hochschule ist Mitglied der Mid-Eastern Athletic Conference.

## Präsidenten
- 1867: Charles B. Boynton
- 1867–1869: Byron Sunderland
- 1869–1874: Oliver Otis Howard
- 1875–1876: Edward P. Smith
- 1877–1889: William W. Patton
- 1890–1903: Jeremiah E. Rankin
- 1903–1906: John Gordon
- 1906–1912: Wilbur P. Thirkield
- 1912–1918: Stephen M. Newman
- 1918–1926: J. Stanley Durkee
- 1926–1960: Mordecai Wyatt Johnson (Howards erster schwarzer Präsident)
- 1960–1969: James M. Nabrit
- 1969–1989: James E. Cheek
- 1990–1994: Franklyn G. Jenifer
- 1994–1995: Joyce A. Ladner
- 1995–2008: H. Patrick Swygert
- 2008–2013: Sidney A. Ribeau
- 2013–2023: Wayne A. I. Frederick[6][7]
- seit 2023: Ben Vinson III[8]

## Dozenten
- Talitha Washington (* 1974), Mathematikerin
- Tepper L. Gill (* 1941), Mathematiker

## Bekannte Absolventen
Nobelpreisträger
- Ralph Bunche (1904–1971), Politiker, ein langjähriges Mitglied der Vereinten Nationen, Friedensnobelpreis 1950
- Toni Morrison (1931–2019), Schriftstellerin, Nobelpreis für Literatur 1993

Kunst, Medien, Musik und Literatur
- Anthony Anderson (* 1970), Schauspieler
- Amiri Baraka (1934–2014), Schauspieler und Lyriker
- Ta-Nehisi Coates (* 1975), Journalist
- Sean Combs (* 1969), Musikproduzent, auch bekannt als Puffy, Puff Daddy, P. Diddy und Diddy
- Ossie Davis (1917–2005), Schauspieler und Aktivist
- Daryl Davis (* 1958), Musiker
- Roberta Flack (1937–2025), Sängerin
- Rich Harrison (* 1975), Produzent und Liedermacher
- Donny Hathaway (1945–1979), Sänger
- Taraji P. Henson (* 1970), Schauspielerin
- Zora Neale Hurston (1891–1960), Anthropologin und Schriftstellerin
- Jessye Norman (1945–2019), Opernsopranistin
- Phylicia Rashad (* 1948), Schauspielerin (The Cosby Show)
- Marlon Wayans (* 1972), Schauspieler
- Isaiah Washington (* 1963), Schauspieler (Grey’s Anatomy)
- Crystal Waters (* 1964), Sängerin (Gypsy Woman – She’s homeless)

Recht, Wissenschaften, Politik und Gesellschaft
- David Dinkins (1927–2020), erster afroamerikanischer Bürgermeister von New York City
- Cheddi Jagan (1918–1997), Präsident von Guyana
- Frank M. Snowden, Jr. (1911–2007), Professor für Alte Geschichte
- George Ehusani, nigerianischer katholischer Geistlicher
- Summer Lee (* 1987), Politikerin (US-Repräsentantenhaus)
- Marjorie Lee Browne (1914–1979), Mathematikerin und Hochschullehrerin; eine der ersten beiden afroamerikanischen Frauen, die in Mathematik promovierte
- Thurgood Marshall (1908–1993), erster afroamerikanischer Richter im obersten Gerichtshof der USA
- Gregory Meeks (* 1953), Politiker (US-Repräsentantenhaus)
- Kwame Ture (1941–1998), Aktivist, Vorsitzender des Student Nonviolent Coordinating Committee (SNCC), ursprünglicher Name Stokely Carmichael
- Franz Freiherr von Hammerstein-Equord (1921–2011), deutscher evangelischer Theologe und Mitbegründer der Aktion Sühnezeichen
- Douglas Wilder (* 1931), erster afroamerikanischer US-Gouverneur, Bürgermeister von Richmond (Virginia)
- Harris Wofford (1926–2019), Anwalt, Bürgerrechtsaktivist, Berater von John F. Kennedy und Martin Luther King
- Andrew Young (* 1932), erster afroamerikanischer UN-Botschafter, ehemaliger Bürgermeister von Atlanta
- Walter Washington (1915–2003), erster gewählter Bürgermeister von Washington, D.C.
- Kamala Harris (* 1964), US-amerikanische Politikerin, Attorney General von Kalifornien, Senatorin und 49. Vizepräsidentin der USA

Sport
- Shaka Hislop (* 1969), Fußballspieler